# Уймень (река)
Уйме́нь — река в северной части Республики Алтай. Истоком реки является озеро Уймень, расположенное в южной оконечности Сумультинского хребта. Впадает Уймень в Сарыкокшу в 72,5 км от её устья. В нижнем течении Уймень принимает слева несколько крупных притоков, стекающих с восточных склонов хребта Иолго: Чевош, Недрах, Ложа.
Долина реки заселена слабо. В низовьях планируется создание охранной природной зоны — республиканского этноприродного парка «Тубаларский».

## Притоки
- 17 км: Часта
- 26 км: Юзеля
- 41 км: Нырна
- 48 км: Ербута
- 48 км: Кайна
- 56 км: Елечек
- 56 км: Ложа
- 62 км: Коурсан
- 64 км: Кележе
- 68 км: Балыкту
- 70 км: Чевош
- 80 км: Ямбаш

## Данные водного реестра
По данным государственного водного реестра России относится к Верхнеобскому бассейновому округу, водохозяйственный участок реки — Бия, речной подбассейн реки — Бия и Катунь. Речной бассейн реки — (Верхняя) Обь до впадения Иртыша: